# 축 (지지)
축(丑)은 지지의 둘째로, 소를 상징한다. 오행에서는 토(土)에 속하며, 음양에서는 음(陰)에 해당한다.

## 속성 및 특징
소띠인 사람들은 동아시아에서 부지런한 사람들이라고 믿어져온다. 소의 인상 때문에 소띠인 사람들은 인내력이 강하며 정직하고 근실한 특징을 가진다고 믿어져오기도 했다. 또한 충실한 성격을 가지고 있어 자신이 하는 일에 집중하고, 과묵한 성격이지만 다른 사람에게도 부드러운 성격을 가지고 있다고 한다. 또한 소의 특성 때문에 건강 체질이라고 믿어진다. 좋은 면으로는 그 어떤 일이든 소띠인 사람들이 자신의 일이라고 생각하며, 자신보다 남을 더 챙긴다는 헌신적인 면이 있다고도 알려져 있다.
그러나 한편으로는 우직하게 한 일만 밀고 나가기에, 속임수에 쉽게 빠질 수 있다. 이것을 보완할 수 있는 동물들은 쥐와 용, 닭, 뱀이라고 알려진다. 위 동물들의 띠는 소띠인 사람들과 함께 보충을 해 나가면서 서로 수양을 할 수 있다고 여겨져 조화로운 관계가 될 것이라고 믿어진다.
용은 그 자체만으로 행운을 따르게 해 주며, 뱀의 독은 소에게 약이 되기에 뱀띠인 사람에게는 속임수에 넘어가지만 않으면 건강이 좋아진다고 여겨졌다. 쥐의 영리함은 소의 우직한 성향을 보완해준다고 여겨졌으며 닭의 울음소리는 소가 일할 시간을 항상 알려주기 때문에 운수가 좋아진다고 여겨진다. 소띠는 헌신적이지만, 타인의 명령에 복종하는 성격이 아니기 때문에 이 점을 주의해야한다. 자신이 하고 싶은 일을 꿋꿋이 하지만 동시에 명예욕이 강하기 때문에 소띠에게 있어서 빠질 수 있는 가장 큰 죄는 기회주의적인 매국노가 되는 일로 여겨진다.
전통적인 동아시아 십이지 운세에서 소띠 인물들에게는 일복이 많지만 그 일들을 하느라 좋은 기회를 놓치지 않는 것을 중요하게 여겨야 한다고 말한다.
중국의 '위대한 경주' 설화에서는 가장 부지런하여 새벽부터 일어나 움직인 동물이지만, 경주가 시작하기 전 쥐가 가장 부지런한 소에게 숨어들었고, 결승선 앞에서 소를 제치고 먼저 뛰어 들어 쥐는 첫 번째 동물이, 소는 두 번째 동물이 되었다. 
다음은 점술에서 소띠와 조화, 무난, 상충하는 띠이다.
- 조화: 쥐, 용, 닭, 뱀
- 무난: 토끼, 원숭이, 돼지
- 상충: 소, 범, 말, 양, 개

## 축을 포함한 간지
- 을축
- 정축
- 기축
- 신축
- 계축

## 같이 보기
- 중국 점성술
- 중국력
- 불럭 (소)